# Missionari di Nostra Signora del Santissimo Sacramento
I Missionari di Nostra Signora del Santissimo Sacramento, o Missionari Sacramentini della Madonna (in portoghese Missionários Sacramentinos de Nossa Senhora), sono un istituto religioso maschile di diritto diocesano originario della diocesi di Caratinga: i membri di questa congregazione clericale pospongono al loro nome la sigla S.N.D.

## Storia
La congregazione venne fondata da Jules Marie De Lombaerde (1878-1944), missionario belga in Brasile, per rispondere all'appello di papa Pio XI al mondo cattolico affinché, in terra di missione, venisse formato un clero autoctono: con il sostegno del vescovo di Caratinga, Carloto Fernandes da Silva Távora, il 7 ottobre 1928 padre de Lombaerde, presso la canonica di Manhumirim (Minas Gerais), diede formalmente inizio all'istituto dei Missionari Sacramentini della Madonna. Nel 1933 venne anche aperto un seminario.

## Attività e diffusione
Il fine dei missionari della congregazione è quello di purificare la religiosità popolare dei brasiliani dalle forme di superstizione.
La sede generalizia è a Manhumirim. Nel 1970 la congregazione contava 13 case (tutte in Brasile), 2 novizi e 54 religiosi professi.